# سیریل وایت
سیریل وایت (انگلیسی: Brudenell White; ۲۳ سپتامبر ۱۸۷۶ – ۱۳ اوت ۱۹۴۰) فرد نظامی اهل استرالیا بود. وی همچنین برندهٔ جوایزی همچون نشان حمام، نشان سلطنتی ویکتوریایی، و نشان خورشید فروزان شده‌است.